# ジョージ・ウィリアム・ダンホフ
ジョージ・ウィリアム・「ビル」・ダンホフ (George William "Bill" Domhoff、1936年8月6日 - ）は、カリフォルニア大学サンタ・クルーズ校で心理学及び社会学を専攻する教授。

## 経歴
1960年代を通じてのベストセラーとなった最初の著書『現代アメリカを支配するもの (Who Rules America?) 』にて、米国が政治的にも経済的にもエリート所有階級に支配されていると主張して物議を醸した。
オハイオ州ヤングズタウンにて、ジョージ・ウィリアム・ダンホフ (George William Domhoff) とヘレン・S・（コルネット）・ダンホフ (Helen S. (Cornett) Domhoff) の息子として出生。デューク大学で心理学の学士号を、ケント州立大学で心理学の修士号を、マイアミ大学で心理学の博士号を取得した。
1960年代初頭、カリフォルニア州立大学ロサンゼルス校で心理学の助教授を務めた。1965年、サンタ・クルーズのカリフォルニア大学カウエル・カレッジの助教授となった。現在は、心理学と社会学の教授である。
社会と権力構造の研究以外の書籍としては、『夢の意味を探る (Finding Meaning in Dreams) 』（1996年）や『夢の科学的研究 (The Scientific Study of Dreams) 』（2003年）がある。

## 著作
- Who Rules America? (1st ed. 1967, most recent edition 2009)
  - 邦訳：『現代アメリカを支配するもの』（陸井三郎（訳）、毎日新聞社、1971年）
- The Higher Circles (1970)
- Bohemian Grove and Other Retreats: A Study in Ruling-Class Cohesiveness (1974) Harper & Row, ISBN 0-06-131880-9
- The Powers That Be: Processes of Ruling Class Domination in America (1978)
- Who Really Rules?: New Haven and Community Power Reexamined (1978)
- Who Rules America Now? (1983)
- The Power Elite And The State: How Policy Is Made In America (1990)
- Mystique of Dreams: A Search for Utopia Through Senoi Dream Theory Univ of California Press (1985) 
  - 邦訳：『夢の秘法――セノイの夢理論とユートピア』（奥出直人（訳）、冨山太佳夫（訳）、岩波書店、1991年）
- State Autonomy or Class Dominance? Case Studies On Policy Making in America (1996)
- Finding Meaning in Dreams: A Quantitative Approach (1996)
- The Scientific Study of Dreams: Neural Networks, Cognitive Development, and Content Analysis (2003)
- Changing The Powers That Be: How The Left Can Stop Losing and Win (2003)